# Grönsiska
Grönsiska (Spinus spinus) är en liten fågel i familjen finkar som förekommer i norra Europa och Asien. Arten häckar mestadels i högstammig barrskog och ses ofta vintertid i stora flockar födosökande i alar. Den placerades tidigare i släktet Carduelis, men lyfts numera ut till släktet Spinus tillsammans med himalayasiskan och en större grupp nord- och sydamerikanska siskor. Grönsiskan är talrik och anses vara livskraftig.

## Utseende

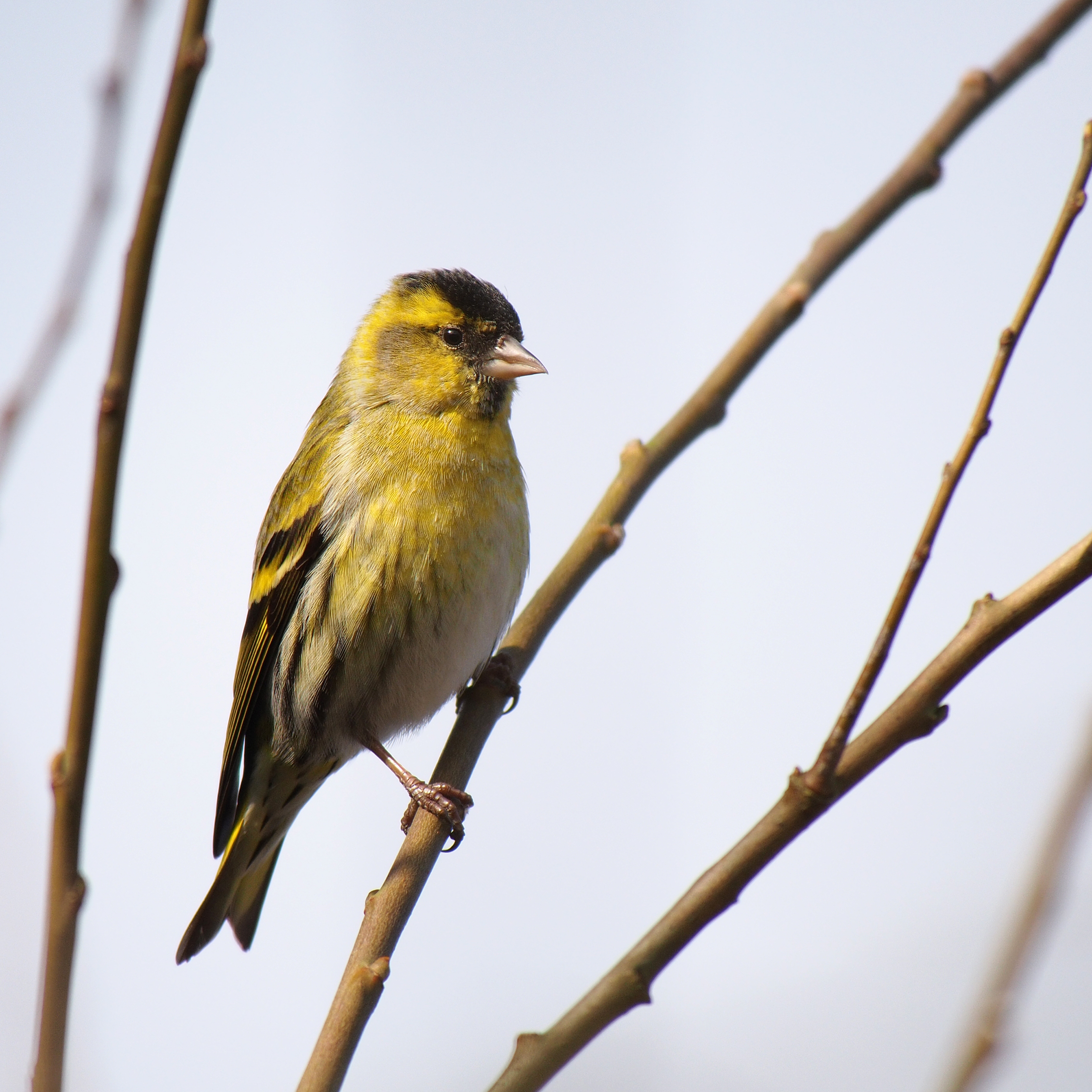
Hane.

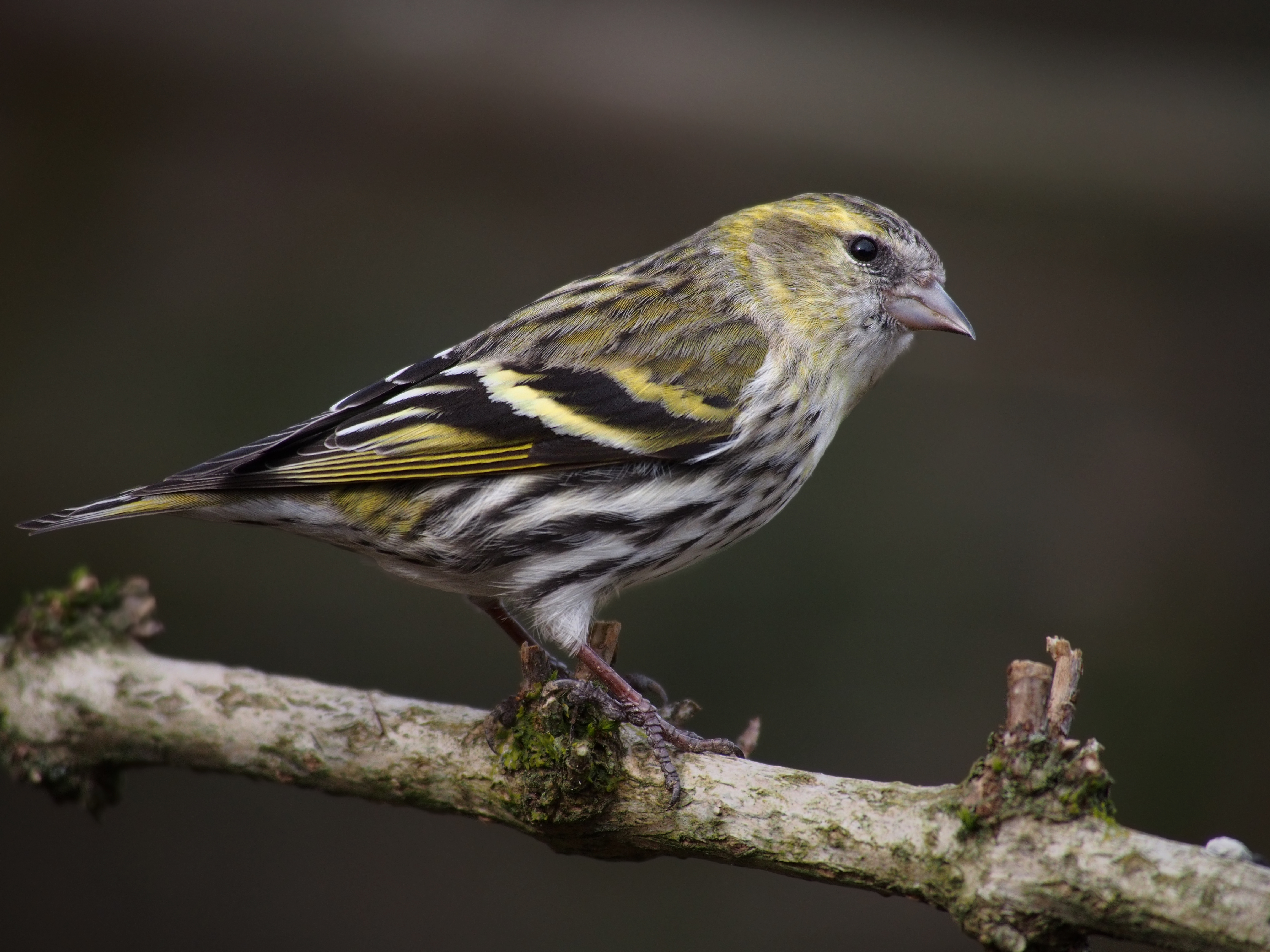
Hona.

Grönsiskan är en liten fink som mäter 12–13 cm, har ett vingspann på 20–23 cm och en vikt på ungefär 12 gram. Den har en kort, konformad och spetsig liten näbb. Stjärten är kort och kluven. Den adulta hanen är grön på ryggen och bröstet med gulgrön vingovansida med kraftiga svarta partier. Buken och undergrumpen är grågrön med svart vattring. Den har en svart strupfläck och hjässa. Den adulta honan och juveniler saknar dessa svarta partier och är överlag mer anonyma med ljust grågrön dräkt med mörk vattring. Dock uppvisar grönsiskan, på ovansidan vingen, i alla dräkter två ljust gulgröna vingband omgärdat av svarta partier, ljusgrön övergump, och den mörka stjärtbasens ytterkanter har också var sitt ljust gulgrönt parti.

## Läten
De tvåstaviga, visslande locklätena har karakteristisk klang, det ena fallande, "tilö", det andra stigande, "tluih". Även ett knattrande småläte hörs. Sången är en kvittrande och drillande ramsa med inslag av härmningar, återkommande avbrutna av en utdragen, nästan kiknande ton.

## Utbredning
Grönsiskan har en nordlig palearktisk utbredning och förekommer från Irland i väst och så långt österut som till Japan. Den är delvis en flyttfågel och övervintrar så långt söderut som i Medelhavsområdet, Kina och Ryukyuöarna. Tillfälligt har den påträffats i Bahrain, Oman, Qatar och Saudiarabien på Arabiska halvön, i Afghanistan, Mongoliet, Nepal och Filippinerna och dessutom i USA och i den lilla ögruppen Saint Pierre och Miquelon utanför kanadensiska Newfoundland men tillhörande Frankrike.

### Förekomst i Sverige
Grönsiskan häckar i hela Sverige förutom i fjällen och den är allmän i södra och mellersta Sverige. Delar av den svenska populationen flyttar så långt söderut som till Tyskland och Frankrike medan andra övervintrar.

## Taxonomi
Grönsiskan var en av de många arter som ursprungligen beskrevs av Carl von Linné i verket Systema Naturae. Den tillhör familjen finkar som i sin tur antingen delas upp i underfamiljer eller släktgrupper (tribus) där man placerar grönsiskan i underfamiljen Carduelinae eller släktgruppen Carduelini. 
Tidigare fördes grönsiska till släktet Carduelis, men genetiska studier visar att det är kraftigt parafyletiskt. Grönsiskan tillhör en grupp där även asiatiska himalayasiskan samt de amerikanska siskorna ingår. Denna står närmare Serinus än typarten för Carduelis, steglitsen. Grönsiska med släktingar förs därför numera till ett eget släkte, Spinus. Dess allra närmaste släktingar utgörs av artparet tallsiskan (Spinus pinus) och svartkronad siska (S. atriceps) i Nord- och Centralamerika samt hispaniolasiskan (Spinus dominicensis) i Västindien. Trots sin stora utbredning delas grönsiska vanligtvis inte upp i några underarter.

## Ekologi
Grönsiskan häckar helst i högstammig barrskog, med tillgång till al och björk. Den är en rörlig fågel som drar vida kring, även under häckningen, men är ändå rätt oskygg. Vintertid ses den ofta i stora flockar och lever då framför allt av alfrön. Dessutom äter den frön av ört- och gräsvegetation, och insekter. Ungarna matas troligen med insekter.

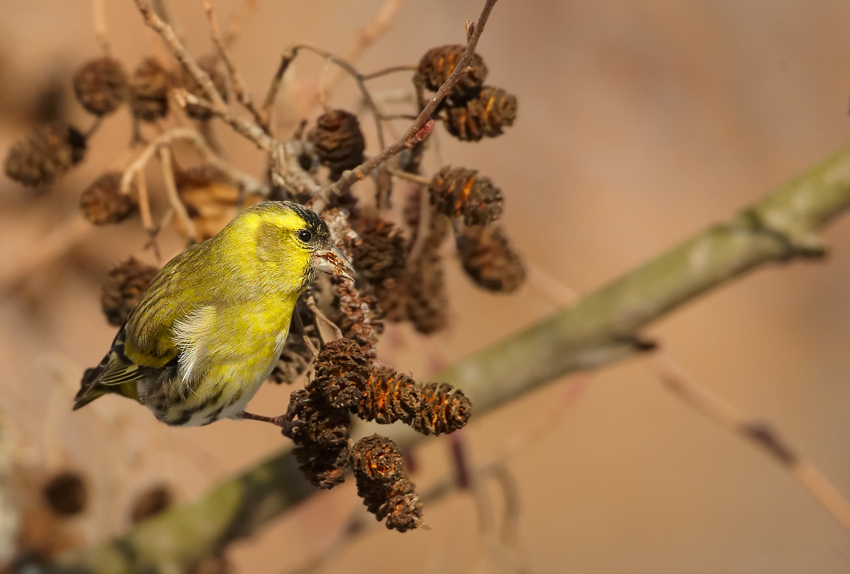
Grönsiska födosökande efter alfrön.

### Häckning
Boet byggs i mindre träd. När grönsiskorna häckar lever de parvis. De häckar från april till juli. Grönsiskan lägger 4–6 ägg och de ruvas i ungefär 13 dagar. Ungarna lämnar boet efter 13–15 dagar. Grönsiskan föder ofta upp två kullar per häckningssäsong.

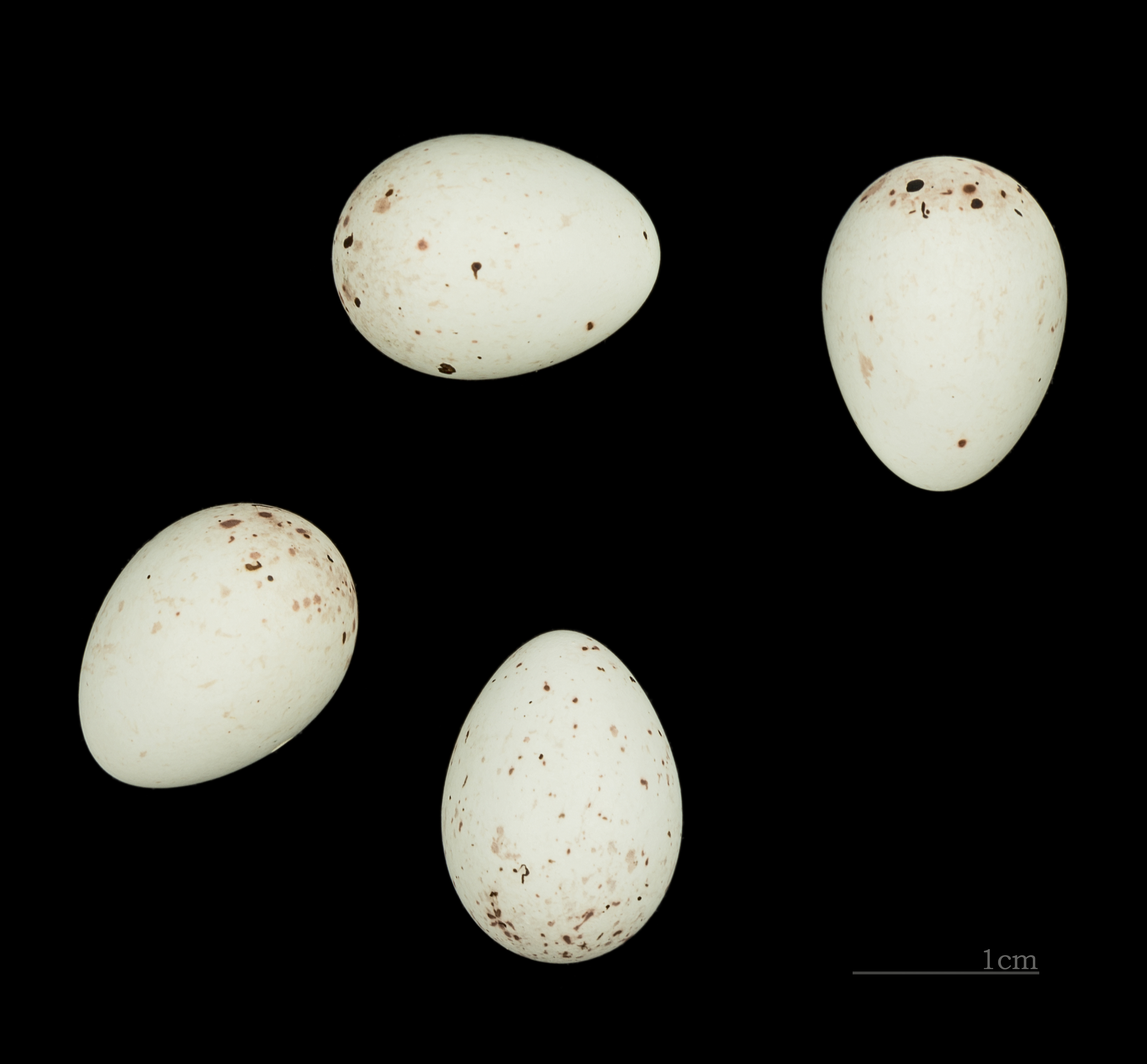
Ägg av grönsiska ur Muséum de Toulouses samling.

## Grönsiskan och människan

### Status och hot
Grönsiskan har ett mycket stort utbredningsområde och beståndet anses vara stabilt. Arten är vidare talrik, med en grovt uppskattad världspopulation på 24,9 till 46,9 miljoner vuxna individer. Utbredningsområdet fluktuerar i storlek och populationstrenden är olika i olika delar av utbredningsområdet men arten anses inte vara hotad och IUCN kategoriserar den som livskraftig.
Även i Sverige anses grönsiskan vara livskraftig och det finns inga tecken på betydande populationsförändringar. 2018 uppskattades det svenska beståndet till 817 000 par.

### Som burfågel
I fångenskap kan den korsas med kanariefågeln. Över delar av dess utbredningsområde, exempelvis inom EU, är det idag förbjudet att fånga eller inneha vilda fåglar varför den i dessa områden inte längre förekommer som burfågel förutom i undantagsfall.

### Namn
I sin bok Göteborgs & Bohusläns Fauna från 1877 kallar A. W. Malm arten kort och gott för siska.